# Austrália nos Jogos Olímpicos de Inverno de 1952
A Austrália participou dos Jogos Olímpicos de Inverno de 1952 em Oslo, na Noruega.